# Šastra-vidjá
Šastra-vidjá (hindsky „poznání zbraní“) je indický vojenský styl boje se zbraněmi, původně sloužící k výcviku sikhských bojovníků. Podle legendy jej založil guru Nának v 16. století v oblasti Paňdžábu jako reakci na násilí vůči sikhům. Dále jej šířil guru Hargóbind.